# Puig des Teix
Der Puig des Teix (standard-katalanisch: Puig del Teix ‚Eibenberg‘) ist ein 1064 Meter hoher Berg in der Serra de Tramuntana auf Mallorca.
Sein Bergmassiv gehört zu den Gemeinden von Valldemossa, Deià, Sóller und Bunyola, der Gipfel liegt auf dem Gemeindegebiet von Deià. Sein Name leitet sich von der Europäischen Eibe (Katalanisch Teix) ab, ein Baum, der früher im ganzen Gebiet sehr häufig war, heute aber nur noch in einzelnen Exemplaren vorkommt.
Vom Gipfel reicht die Aussicht bis nach Palma und zum Puig Major.

## Routen zum Gipfel

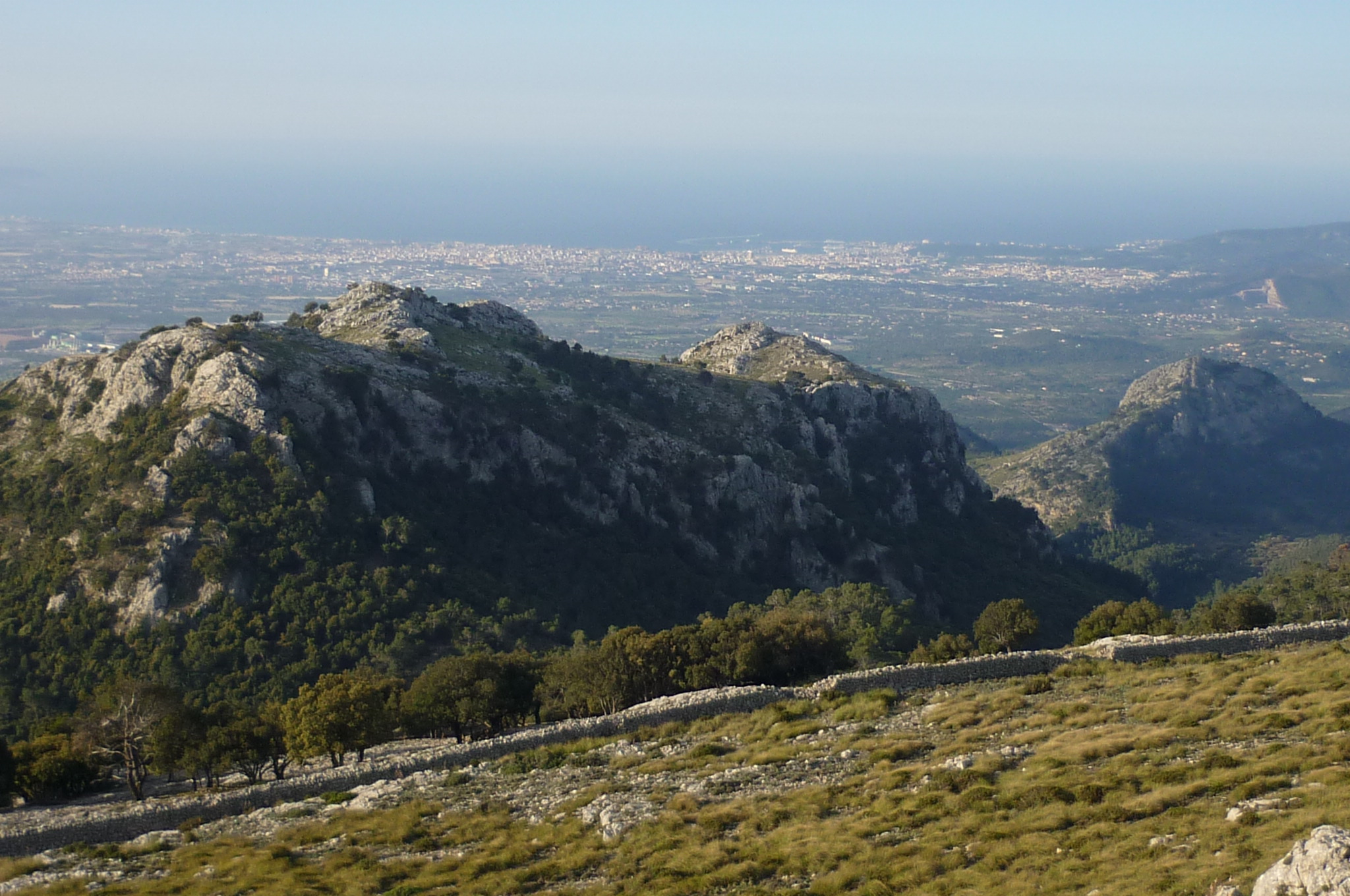
Blick vom Puig des Teix nach Palma

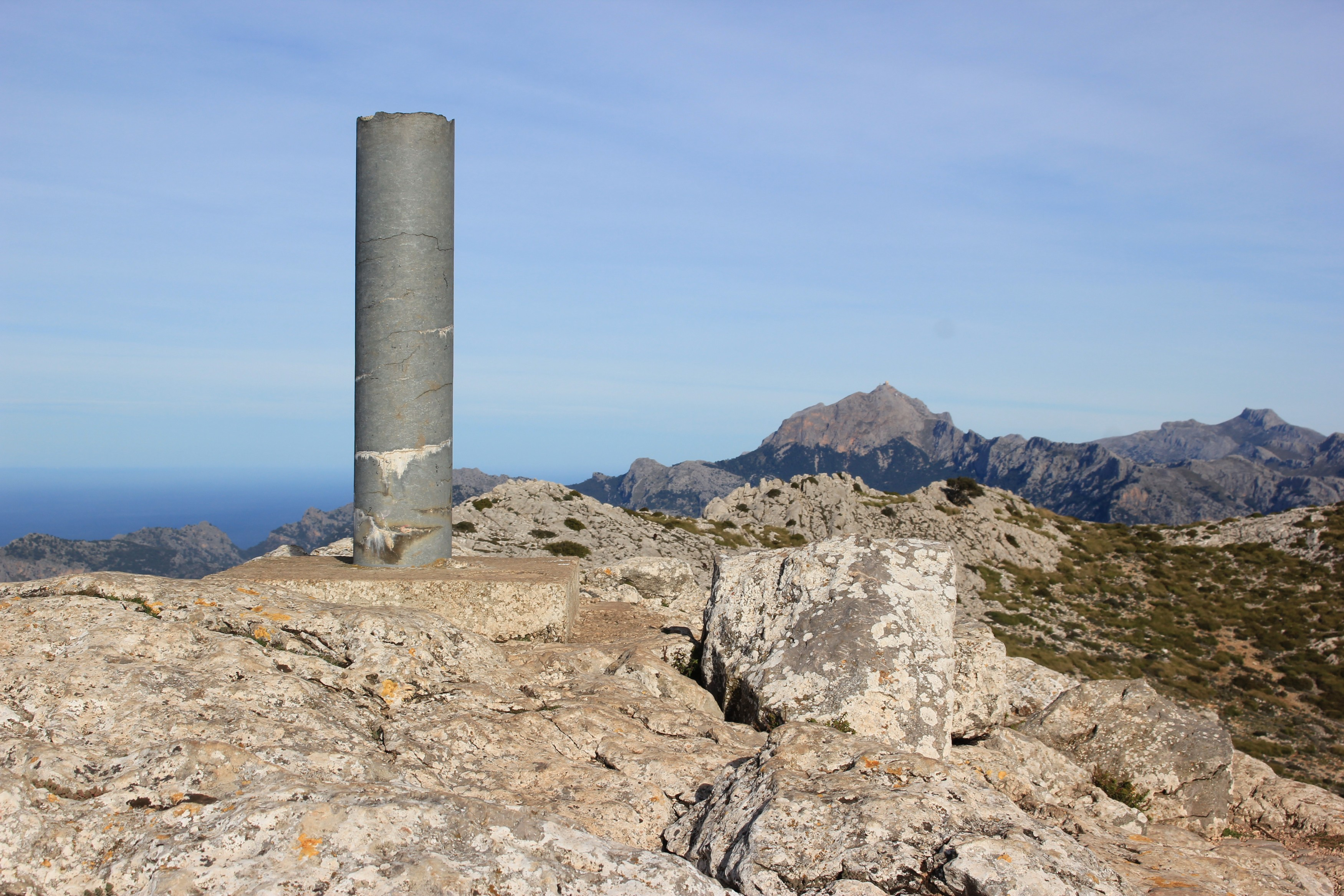
Auf dem Gipfel des Puig des Teix, im Hintergrund der Puig Major

- Der Normalweg führt von Valldemossa über die Finca publica de Son Moragues zum Gipfel. Da der Gipfel Privatbesitz ist, wird der Zugang manchmal erschwert.
- Von Valldemossa über den Pla des Pouet und den Camí de S’Arxiduc (ehemaliger Reitweg des Erzherzogs Ludwig Salvator).
- Von Valldemossa über Pastoritx und Ses Comellar Sitges.
- Von Deià über den Coll de Son Gallard und den Camí de S’Arxiduc.
- Vom Coll de Sóller über das König-Sancho-Haus (La caseta del Rei Sanxo).
- Von Bunyola über das Tal des Baches n’Angelè.